# Louise McDaniel
Louise McDaniel (24 mei 2000) is een voetbalspeelster uit Noord-Ierland. Ze speelt als middenvelder voor Cliftonville FC in de NIFL Premiership.
Louise McDaniel begon haar carrière in 2017 bij het Noord-Ierse Linfield FC. In 2019 speelde ze één jaartje in de FA Women's Championship voor Blackburn Rovers FC. McDaniel keerde in 2020 terug in Noord-Ierland bij Cliftonville FC.

## Statistieken[1]
| Seizoen   | Club             | Land          | Competitie              | Wedstrijden | Doelpunten |
| --------- | ---------------- | ------------- | ----------------------- | ----------- | ---------- |
| 2017-2019 | Linfield FC      | Noord-Ierland | NIFL Premiership        | 10          | 2          |
| 2019      | Blackburn Rovers | Engeland      | FA Women's Championship | 24          | 10         |
| Totaal    | Totaal           | Totaal        | Totaal                  | 35          | 12         |

Laatste update: 23 dec 2023

## Internationaal
Louise McDaniel maakte haar debuut voor het Noord-Ierse nationale team op 23 februari 2021 in een wedstrijd tegen Kazachstan.
Op 21 september 2021 wist McDaniel haar eerste doelpunt voor Noord-Ierland te maken in een thuiswedstrijd tegen Letland in de kwalificatiereeks voor het WK 2023.
In 2022 wist Noord-Ierland zich voor het eerst in de historie te plaatsen voor een eindtoernooi. McDaniel werd opgenomen in de selectie voor dit EK 2022 in Engeland. Met Noord-Ierland wist McDaniel niet voorbij de groepsfase te geraken na drie nederlagen. McDaniel kwam enkel in de tweede groepswedstrijd tegen Oostenrijk in actie.